# Springerville (Arizona)
Springerville es un pueblo ubicado en el condado de Apache en el estado estadounidense de Arizona. En el Censo de 2010 tenía una población de 1961 habitantes y una densidad poblacional de 40,21 personas por km².

## Geografía
Springerville se encuentra ubicado en las coordenadas 34°8′0″N 109°17′9″O / 34.13333, -109.28583. Según la Oficina del Censo de los Estados Unidos, Springerville tiene una superficie total de 48.76 km², de la cual 48.12 km² corresponden a tierra firme y (1.32%) 0.64 km² es agua.

## Demografía
Según el censo de 2010, había 1961 personas residiendo en Springerville. La densidad de población era de 40,21 hab./km². De los 1961 habitantes, Springerville estaba compuesto por el 83.94% blancos, el 0.25% eran afroamericanos, el 5.41% eran amerindios, el 0.97% eran asiáticos, el 0.05% eran isleños del Pacífico, el 5.76% eran de otras razas y el 3.62% pertenecían a dos o más razas. Del total de la población el 24.58% eran hispanos o latinos de cualquier raza.